# Yrjö Hakanen

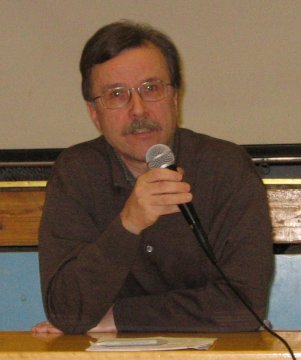
Yrjö Hakanen 2007

Yrjö Hakanen, född 24 augusti 1952 i Helsingfors, var ordförande i Finlands kommunistiska parti (FKP) 1990–2013.
Hakanen är till utbildningen politices magister. Hans politiska karriär inleddes på 1970-talet inom det gamla FKP:s partiopposition (taistoiterna) samt inom studentpolitiken. Hakanen fungerade bland annat som ordförande för Socialistiska studentförbundet (SOL) samt som ledamot i FKP:s centralkommitté.
I samband med kommunalvalet 2004 valdes Hakanen in i Helsingfors stadsfullmäktige som FKP:s enda representant. År 2008 omvaldes han med 1451 röster.